# Gros-René, petit enfant
Gros-René, petit enfant est une pièce de Molière, dont le texte n'a pas été publié, et est donc considéré comme perdu. Il s'agit peut-être de la même pièce que Le Maître d'école et que Gros-René écolier, qui aurait été jouée sous plusieurs titres, toujours avec l'acteur Gros-René dans le rôle principal. Cette courte comédie en un acte, qui se rattache vraisemblablement à la tradition médiévale de la farce, semble avoir été une variation autour des thèmes de la caricature du pédant et du « niais à l'école. »